# Louis Kufferath
Louis Kufferath (ur. 10 listopada 1811 w Mülheim an der Ruhr, zm. 2 marca 1882 w Saint-Josse-ten-Noode) – niemiecki kompozytor, dyrygent i pianista.

## Życiorys
Brat Huberta Ferdinanda i Johanna Hermanna. Był uczniem swojego brata Johanna Hermanna, następnie kształcił się u Friedricha Schneidera w Dessau. Koncertował jako pianista w Niemczech i Holandii. W latach 1836–1850 pełnił funkcję dyrektora konserwatorium w Leeuwarden. Założył m.in. Grote Zangvereniging, dyrygował orkiestrą Euphonia-Crescendo. W 1850 roku wyjechał do Gandawy, gdzie zajmował się komponowaniem utworów salonowych na fortepian. Pod koniec życia zamieszkał w Brukseli.
Oprócz utworów fortepianowych pisał także pieśni i kantaty, był autorem jednej mszy i 250 kanonów.